# Paljassaare laht
Paljassaare laht är en vik i landskapet Harjumaa i norra Estland. Den ligger i huvudstaden Tallinn, cirka 6 km nordväst om stadens centrum.. Paljassaare laht är en av Tallinnbuktens fyra inre vikar. Den avgränsas i väster av udden Teliskopli neem som ligger på Kopli poolsaar, och i öst av halvön Paljassaare poolsaar. 
Årsmedeltemperaturen i trakten är 5 °C. Den varmaste månaden är augusti, då medeltemperaturen är 18 °C, och den kallaste är januari, med −8 °C.